# Кончерто Мун
Кончерто Мун (на японски: コンチェルト・ムーン, Koncheruto Mūn; на английски: Concerto Moon) е пауър и неокласическа метъл група от Япония, Токио. Песните си изпълняват на японски и английски език, формирана е през 1996 г.

## История
През годините групата претърпява множество промени в състава с напускането на Косаку Митани през 2003 г., китаристът и лидер Норифуми Шима остава единственият член-основател. През декември 2004 г. те се разформироват временно, а след това се реформират през 2007 г. През 2009 г., след прощално турне, Тошиюки Коике – който след Шима е най-дългогодишният член на групата – също напуска групата. От този момент нататък групата вече няма да има постоянен клавирен изпълнител на репетициите, а само специални гости, както в студиото, така и на живо. През 2009 г. Норифуми Шима издава първия си самостоятелен албум, озаглавен „From The Womb To The Tomb“. Успоредно с Кончерто Мун, Норифуми Шима също е направил отделна група, създадена от някои членове на Кончерто и Sabre Tiger (друга японска метъл група). С оригиналния басист Косаку Митани се свързва Шима през 2009 г. (след напускането на Таканобу Кимото) и през 2012 г. (след оттеглянето на Тошиюки Сугимори) като резерва за някои концерти, тъй като групата изведнъж се оказва без басист, но с вече организирани дати на живо. Митани ще си сътрудничи и с албума „Black Flame“, издаден през септември 2013 г. Въпреки че групата се представя официално (и за първи път) като трио, Митани се грижи за всички басови партии, 10 години след последната си работа в студиото („Life On The Wire“). През април 2016 г. те участват в турнетата „Between Life and Death Tour vol.2“, „Pure Rock Japan Live“, „Extra vol.4“ и „At the End of the Year“ ～„Between Life and Death Tour Final“ .

## Състав

### Настоящи членове
- Норифуми Шима – китара (от 1996)
- Шигехару Накаяшу – бас (от 2015)
- Ачуши Кавацука – барабани (от 2015)
- Рио Мияке – клавир (от 2017)
- Ватару Хага – вокали (от 2018)

### Бивши членове
- Такао Озаки – вокали (1996 – 1999)
- Осаму Харада – клавир (1996 – 1997)
- Нобухо Йошиока – барабани (1996)
- Косаку Митани – бас китара (1996 – 2003, 2009, 2012 – 2014)
- Ичиро Нагай – барабани (1997 – 2001)
- Тошияуки Коике – клавир (1998 – 2009)
- Такаши Иноуе – вокали (2000 – 2011)
- Джуничи Сато – барабани (2002 – 2003)
- Таканобу Кимото – бас (2004 – 2009)
- Шоичи Такеока – барабани (2004)
- Тошиюки Сугимори – бас (2009 – 2012)
- Масаюки Осада – барабани (2007 – 2015)
- Хитоши Ендо – клавир (2009 – 2017)
- Аки (Джак Роуз) – клавир (2013 – 2014 като гост, официално 2015 – 2017)
- Ачуши Кузе – вокали (2011 – 2018)

## Дискография

### Студийни албуми
- „Fragments of the Moon“ – 1997
- „From Father to Son“ – 1998
- „Rain Forest“ – 1999
- „Gate of Triumph“ – 2001
- „Destruction and Creation“ – 2002
- „Life on the Wire“ – 2003
- „After the Double Cross“ – 2004
- „Decade of the Moon“ – 2005
- „Rise from Ashes“ – 2008
- „Angel of Chaos“ – 2010
- „Savior Never Cry“ – 2011
- „Black Flame“ – 2013
- „Between Life and Death“ – 2015
- „Tears of Messiah“ – 2017
- „Ouroboros“ – 2019
- „Rain Fire“ – 2020

### Албуми на живо
- „Live Concerto“ – 1997
- „The End of the Beginning“ – 1997
- „Once in a Life Time“ – 2003
- „Live for Today, Hope for Tomorrow“ – 2011

### LP's
- „Time to Die“ – 1999
- „Concerto Moon“ – 2004
- „Live and Rare“ – 2014
- „Waiting for You“ – 2021 – (мини албум)

### Видео
- Live 1999 and More – „The End of Beginning“ – (VHS, 2000) (DVD, 2003)
- Live – „Once in a Life Time“ – (DVD, 2003)
- Live Concerto – „The Movie“ – (DVD, 2008)
- Live from Ashes – (DVD, 2009)

### Сингли
- „Steel Suite – With love from space“ – 1997
- „Surrender“ – 1998
- „Highway Star“ – 1999
- „Road to High“ – 2013